# Laurent Fournier
Laurent Fournier (* 14. September 1964 in Lyon) ist ein ehemaliger französischer Fußballspieler und aktueller -trainer. Mit seinem Kollegen und Namensvetter Hubert Fournier ist er nicht verwandt.

## Spielerkarriere
In seiner Jugend spielte Fournier in der Jugend eines Fußballvereins in Villeurbanne. 1980 begann er seine Profikarriere bei Olympique Lyon. Dort spielte er acht Jahre, ehe er zum Lokalrivalen AS Saint-Étienne wechselte. Nur zwei Jahre später ging Fournier zu Olympique Marseille, mit dem er 1991 im Finale des Europapokals der Landesmeister stand. Ein Jahr später wechselte Fournier zu Paris Saint-Germain. Dort hielt es ihn drei Jahre, um 1994 zu Girondins Bordeaux zu wechseln. Wiederum ein Jahr später zog es Fournier zurück zu Paris SG. Mit den Parisern gewann er 1996 den Europapokal der Pokalsieger; im Finale wurde Rapid Wien mit 1:0 besiegt. In jenem Spiel wurde Fournier auch nach 78 Minuten durch Francis Llacer ersetzt. Nur drei Jahre später ging er zu SC Bastia, wo er ein Jahr später seine Karriere zu beenden. Fournier kam in seiner Karriere zu drei Einsätzen in der Nationalmannschaft Frankreichs.

## Trainerkarriere
Bereits während seiner Zeit in Bastia hatte er das Amt des Trainers inne. In der Saison 2002/03 war er sportlicher Leiter bei Pacy Vallée-d’Eure Football. Von 2003 bis Februar 2005 war er Trainer der zweiten Mannschaft von Paris SG, um dann anschließend den Posten des Trainers der Profimannschaft zu übernehmen. Dort hielt es ihn bis zum 27. Dezember 2005. Nach knapp zwei Jahren Pause übernahm Fournier am 2. Oktober 2007 das Traineramt bei Olympique Nîmes, jedoch wurde am 15. Dezember desselben Jahres der Posten wieder frei. Nach wiederum langer Pause übernahm er zu Beginn der Saison 2009/10 das Ruder bei US Créteil. Dieser Posten wurde jedoch am 8. Juni 2010 wieder frei, um einen Tag später den Posten beim Drittligisten Racing Straßburg anzunehmen. Diesen verließ er im Sommer 2011 und unterschrieb daraufhin bei AJ Auxerre. Seit Sommer 2013 trainiert Laurent Fournier den Drittligisten Red Star.

## Erfolge

### Mit seinen Vereinen
- Europapokal der Landesmeister: Finalist 1991
- Französischer Supercupsieger: 1995
- Europapokal der Pokalsieger: Sieger 1996; Finalist 1997